# I’ll Remember
Az I'll Remember című dal Madonna amerikai énekesnő 1994. március 8-án megjelent kislemeze a With Honors című filmzene albumáról, melyet a Warner Bros. jelentetett meg a filmzene album vezető kislemezeként. Radikális arculat, és stílusváltás volt ez Madonna számára, aki hatalmas visszhangot kapott a Sex című könyve, az Erotica című stúdióalbum valamint a Body of Evidence című film miatt. A Warner Bros. úgy döntött, hogy kiadja önálló kislemezként a dalt, miután megállapította, hogy korábbi filmzeneinek többsége kereskedelmi sikert ért el. A dalban szintetizált billentyűzet elrendezést használnak, hogy folyamatos szívverő hangot hozzon létre. Madonna hangját pedig háttérének erősíti.
A zenekritikusok dicsérték a dalt, és Madonna egyik legjobb dalaként értékelték. A 37. Grammy-díjátadón jelölték a legjobb mozifilm kategóriára, és dalra, valamint az 52. Golden Globe-díjátadón a legjobb eredeti dal kategóriában. Az "I'll Remember" kereskedelmi siker is volt, így felkerült az amerikai Billboard Hot 100-as lista 2. helyére, valamint az Adult Contemporary listára, ahol a 4. első sláger lett. Kanadában és Olaszországban is a kislemezlistán élére került.
A dal klipjében Madonna egy stilizált stúdióban énekli a dalt. Kinézetét és stílusát tekintve az előző dal, a Rain klipjének képeivel rokonították. Az utolsó felvételen Madonna alakítását dicsérték a nemi korlátok áttörése miatt. A dal egyetlen Madonna-albumra sem került fel, csupán az 1995-ben megjelent Something to Remember című balladaválogatásra került fel.

## Előzmények

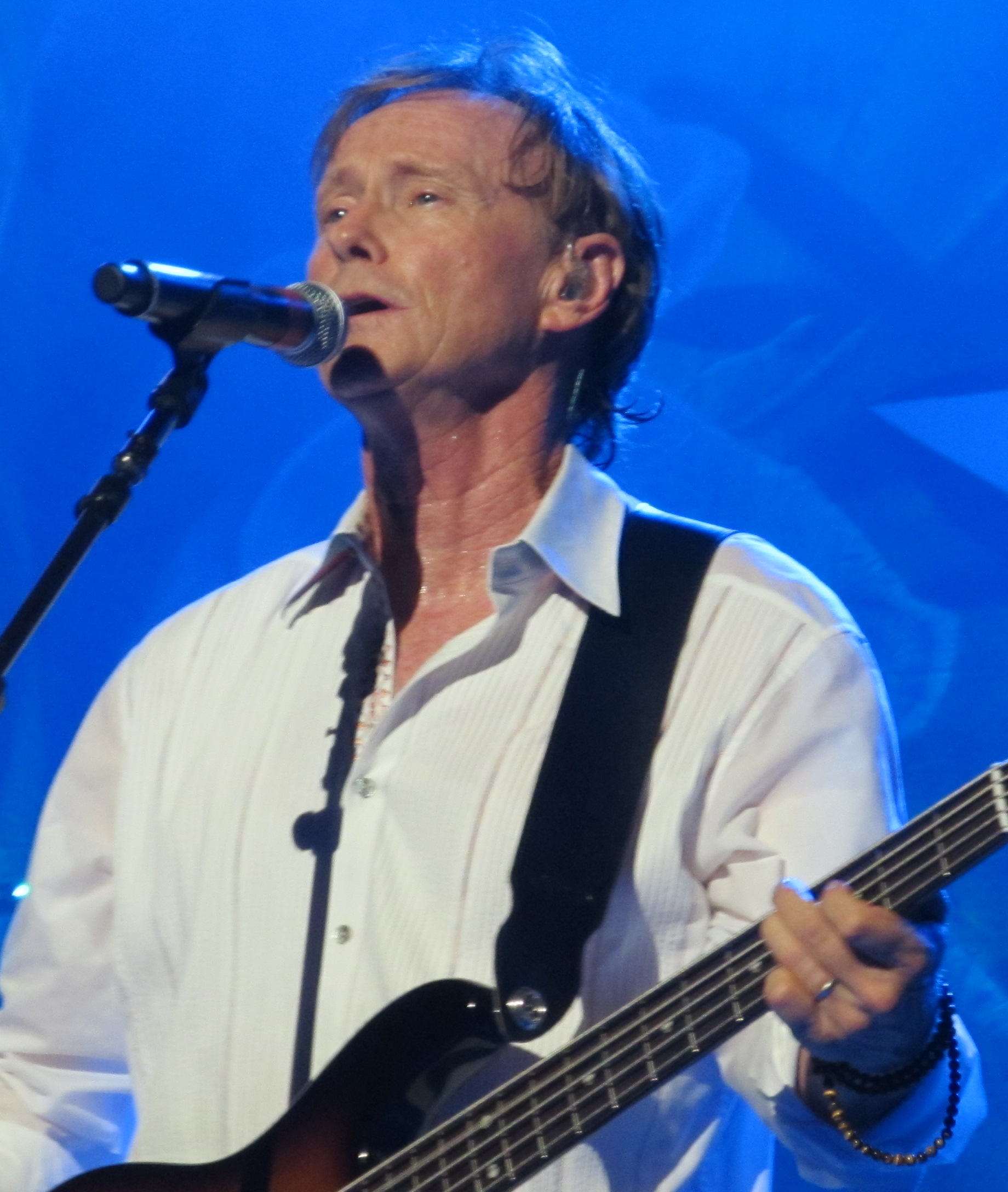
Richard Page írta a dalt.

1992-ben Madonna kiadta Sex című könyvét, amely kifejezetten szexuális és fantáziált képeket tartalmazott, a kritikusok, és néhány rajongó negatívan fogadott. Ezzel egy időben jelent meg ötödik stúdióalbuma, az Erotica, és a Body of Evidence című film, melynek nem sikerült kivívnia a kritikai és kereskedelmi elismerést. Ezért Madonna úgy döntött, hogy frissíti imázsát, újra kapcsolatba lép rajongóival, és helyrehozza azt a kárt, melyet provokatív imázsa okozott karrierjében. Ez volt az egyik dal, mely erre a célra készült. A ballada eredetileg Richard Page zenész és Patrick Leonard közös együttműködése volt, majd Madonna átdolgozta a dalt az Alex Keshishian féle With Honors című film számára. Page szerint "Madonnát behozták..." elérte amit akart, és jobbá változtatta a szövegeimet. Nagyszerű munkát végzett. A dalhoz fűződő érzéseivel kapcsolatban Madonna megjegyezte:

"Azt hiszem, amikor megjelennek a lemezeim, legtöbbször az emberek figyelmét annyira eltereli a sok lárma, és vita, hogy senki sem figyel a zenére. [...] El sem tudom mondani, mennyire fájdalmas a Like a Virgin, vagy a Material Girl című dalok éneklése. Egyik dalt sem én írtam, és akkor nem ástam magam mélyre ebben. Érzelmileg is jobban kötődöm ahhoz a zenéhez, amelyet most írok, és így nagyobb öröm ezt csinálni."

A Madonna és Leonard által készített dal a With Honors filmzene album vezető kislemezeként jelent meg. A filmzene album összeállításával Madonna kiadóját a Maverick-et bízták meg, miután észrevették, hogy minden filmzenéje kereskedelmileg sikeres volt.

## A dal összetétele
Rikky Rooksby szerint a dal Album-oriented rock (AOR) stílusban íródott. Ilyen stílusban általában a Boston vagy a Foreigner együttesek írnak dalokat. Az "I'll Remember" a rockdaloktól eltérően lelassult, és egy folyamatosan visszhangzó szinti-billentyűzetet használ a szívverés hatásának kiváltására. A dal a feldolgozáson és a mély basszushangokon kívül az 1970-es évek dalaira emlékeztet. Madonna hallkan énekel, melyet szinte beárnyékol a szinti hangszerelés. A dal szövegében Madonna egy jó szerelmi kapcsolatra tekint vissza. Alex Balk (The Awl) szerint a dalszövegek inspirálóak voltak, különösen az alábbi dalszövegrészlet: "I learned to let go of the illusion that we can possess" (Megtanultam elengedni az illúziót, amit birtokolhatunk) kezdetű sor, melyre Madonna azt válaszolja: "[She] remember, happiness". ([Ő] emlékszik, boldogság)
A dal C-dúr akkordszekvenciával kezdődik, és a szekvencia hetedik hangján használják, azonban a dal tényleges kulcsa D-dúr. A dal mérsékelt 120 BPM ütemű. Madonna hangja F♯3-tól G4-ig terjed. A dobok sokkal erősebbek a második versében. Az "I learned to let go of the illusion that we can possess" (Megtanultam elengedni az illúziót, amit birtokolhatunk) közbenső sor során a szerkezet D/F♯–Bm–G–D–A–G–A-ra változik. A későbbi refréneknél háttéréneket használnak a vonósok alátámasztására, a harmadik verse előtt egy kisebb feldolgozásig. A dal végül elhalványulással és minden zenei csúcsponttól mentesen végződik.
Számos remix jelent meg a normál változat mellett. A maxi kislemeznek négy különböző változata volt. Három az "I'll Remember", a  negyedik pedig a "Why's It So Hard" dal élő változata, melyet a The Girlie Show világturnén adtak elő. Jose F. Promis (AllMusic) szerint "a dal mixeit William Orbit varásza tette varázslatossá, így mindegyik változat térbeli és nagyon lágy érzést ad". A "Guerilla Beach" mix eltér az eredeti verziótól, így inkább felnőtt kortárs-orientált volt, míg az "Orbit Remix" hasonló maradt a tényleges verzióhoz.

## Kritikák
Christopher Feldman író a Billboard Book of Number 2 Singles című könyvében "gyengéd balladának" nevezte a dalt. Timothy White a Billboard zenei szerkesztője a dalt könnyednek és Madonna egyik klasszikusának nevezte a Music to My Ears: The Billboard Essays : Portraits of Popular Music in the '90s című könyvében. Azért is dicsérte a dalt, mert Madonna egy halott kapcsolatról beszél. Larry Flick szerint Madonna egy karibi ütőhangszerekkel vésett könnyed tempójú csóró pop dalban nyilvánul meg. A visszafogott szintetizátor hangok határozzák meg Madonna teljesítményét a dalban. John Hamilton (Idolator) "pulzáló balladának" nevezte a dalt, hozzátéve, hogy egyszerre lankadt és erőteljes.
Rikky Rooksby a dalt Madonna egyik legnagyobb kislemezeként értékelte, hozzátéve hogy a dal egy erősebb vágás. A pán-európai Music & Media magazin megjegyezte, hogy "minden kiadással hangulatosabbá válik" egy-egy Madonna dal, és hogy ez a dal tovább erősíti ezt a benyomást. James Hamilton a Music Week RM Dance Update munkatársa szerint "édesen kavargó lassú rollerr"-re emlékeztető a dal. John Kilgo a The Network Forty-tól azt mondta, hogy a dal egy fél ütemmel gyorsabb, mint a korábbi Live to Tell című produkció, míg a szöveg balladaszerű. Sal Cinquemani a Slant magazintól egy "filmzene gyöngyszemnek" nevezte a dalt. Randy Taraborelli szerző Madonna életrajzi könyvében a dalt gyönyörűnek nevezte, és szerinte olyan, mint egy fricskás téma, jó akkordokkal, és nagy érzelmekkel, mely Madonna másik filmzenéjére, a "Live to Tell"-re emlékeztet. Peter Buckley zenekritikus a dalt hangulatosnak találta, és Madonna egyik legjobb művének nevezte, mely megmutatta, hogy képes zeneileg fejlődni, és alkalmazkodni ezekhez.
Az 'I'll Remember" jelölve lett a legjobb kifejezetten mozifilmhez vagy televízióhoz írt dal kategóriában, a 37. Grammy-díjátadón, és a legjobb eredeti dal kategóriában az 52. Golden Globe díjátadón. Robbie Daw az Idolatortól Madonna 10 legjobb dala közé sorolta a szerzeményt, melyet a rádió "elfelejtett", mondván, hogy Madge sok barátot és szeretőt elveszített az évek során, de a citromból limonádé válik azáltal, hogy vár a jó időkre, és megtanul megváltozni. Matthew Rettenmund újságíró a dal "Guirella Beach" című remixét a 9. helyre sorolta Madonna 25 legjobb Madonna-remix kategóriájában. Újszerűnek minősítve, melyet úgy vél, kifejezetten felülmúlja a kedves, de szerény eredetit. 2014-ben Graham Greymore a Queerety-től az "I'll Remember"-t minden idők 12 leginkább alulértékelt Madonna dala közé sorolta. Madonna kislemezeinek rangsorolása során az énekesnő 60. születésnapjának tiszteletére a The Guardian munkatársa, Jude Rogers a 42. helyre sorolta a dalt, dicsérve annak hangulatos sorait.

## Slágerlistás helyezések
Az Egyesült Államokban a dal a 35. helyen debütált a Billboard Hot 100-as listán 1994. április 2-án, és 12.000 példányt értékesítettek belőle az első héten. Nyolc hét után a dal 1994. május 28-án érte el a 2. csúcs helyezését, és négy hétig maradt ebben a pozícióban. Az első helyről az All-4-One "I Swear" című dala söpörte le. A dal Madonna ötödik kislemeze lett, mely a második helyen végzett, és Elvis Presleyvel holtversenyben szerezte meg a legtöbb második helyezett dalt a Billboard Hot 100-as listán. Ezt a rekordot azonban Madonna 1998-ban megdöntötte a "Frozen" című dalával, mely a 2. helyezést érte el. A dal négy egymást követő héten át vezette az Adult Contemporary listát, és Madonna 4. helyezettje lett ezen a listán a Live to Tell, a La Isla Bonita és Cherish után. A dal összesen 26 hétig volt a Billboard Hot 100-as listán, és 1994. június 14-én az Amerikai Hanglemezgyártók Szövetsége (RIAA) arany minősítéssel díjazta. 1994 egyik legkelendőbb kislemeze volt, 500.000 példányban kelt el ebben a évben.
Kanadában a dal az 52. helyen debütált a kanadai RPM kislemezlistán. Hét hét után, 1994. május 16-án a lista élén landolt. A dal 24 hétig volt slágerlistás helyezés, és az 1994-es év végi összesített RPM listán a 2. helyen végzett. Az Egyesült Királyságban a 10. helyen debütált a dal, és a következő héten a 7. helyre esett. Összesen nyolc hetet töltve a listán. Az Official Charts Company szerint 2008 augusztusáig a kislemezből 100.090 példányt értékesítettek. Európa szerte a dal Top 40-es helyezés volt Belgiumban, Franciaországban, és Hollandiában. Izlandon és Svájcban Top 20-as, Ausztráliában, Írországban, és Svédországban pedig  Top 10-es helyezés volt.Németországban pedig a 49. helyig jutott.

## Videóklip
A klipet Alek Keshishian rendezte, aki korábban a "Like a Virgin" (1984) és a "Holiday" (1983) élő változatait is, valamint a This Used to Be My Playground klipjét. A klipet Diane Greenwalt, a vágó Patrick Sheffield volt, a fotókat Stephen Ramsey készítette.
A videóban Madonna egy stilizált hangstúdióban énekel háttérénekesekkel. A videót Madonna "Rain" című klipjéhez hasonlították. A videóban kék-fekete jeges haj, élénkkék szemek, és hosszú sötét ruhák vannak, a nyakban gyöngyös nyaklánccal. Madonna arcát legfőképpen a feje felőli képekkel ábrázolják, és az arca felfelé néz, közvetlenül a kamera fókusza előtt. Néha a mögötte lévő képernyőre néz, amely a film jeleneteit játssza le, mintha ihletet akarna meríteni az énekléshez. Máskor a kísérő háttérénekesek kísérik, főleg a refrénben, néha pedig egyedül énekel.
A klip egy olyan felvétellel zárul, ahol Madonna saját magát nézi a dal felvételekor. Az utolsó jelenetben hosszú fekete kabátot visel, és cigarettát tart a kezében. A tudósok megjegyezték, hogy ez az utolsó kép jól illusztrálja Madonna nemi paradoxonát, mert miközben női alakját nézi, ő maga is androgün öltözékben van, cigarettával a kezébe, ami a férfi felsőbrendűség egyik szimbolikus formája. Martha Leslie Allen feminista író méltatta a videót, csakúgy, mint Madonnát, "amiért ismét megszabadult a nők hagyományos ábrázolásától, és megmutatta kettősségét." A videó megtalálható Madonna 2009-es Celebration: The Video Collection című válogatásán.

## Számlista és formátumok
| - US CD single és 7-inch vinyl; UK kazetta single and 7-inch vinyl 1. "I'll Remember (Theme from With Honors)" – 4:19 2. "Secret Garden" – 5:32 - US CD maxi-single 1. "I'll Remember (Theme from With Honors)" – 4:20 2. "I'll Remember (Theme from With Honors)" (Guerilla Beach Mix) – 6:18 3. "Why's It So Hard" (Live from the Girlie Show) – 5:12 4. "I'll Remember (Theme from With Honors)" (Orbit Remix) – 4:19 | - UK CD single 1. "I'll Remember (Theme from With Honors)" – 4:19 2. "I'll Remember (Theme from With Honors)" (Orbit Remix) – 4:19 3. "I'll Remember (Theme from With Honors)" (Guerilla Beach Mix) – 6:18 4. "Why's It So Hard" (Live from the Girlie Show) – 5:12 - UK 12-inch vinyl 1. "I'll Remember (Theme from With Honors)" (Guerilla Beach Mix) – 6:10 2. "I'll Remember (Theme from With Honors)" (Guerilla Groove Mix) – 6:07 3. "I'll Remember (Theme from With Honors)" – 4:22 4. "I'll Remember (Theme from With Honors)" (Orbit Alternative Remix) – 4:30 |

## Slágerlista
| Slágerlista (1994)                    | Legjobb helyezés |
| ------------------------------------- | ---------------- |
| Ausztrália (ARIA)                     | 7                |
| Belgium Ultratop 50 Flanders )        | 32               |
| Kanada Top Singles RPM                | 1                |
| Kanada Canada Adult Contemporary RPM  | 1                |
| European Hot 100 (Billboard)          | 15               |
| Finnország (Suomen virallinen lista)  | 5                |
| Franciaország (SNEP)                  | 40               |
| Németország (Media Control Charts)    | 49               |
| Izland (Íslenski Listinn Topp 40)     | 20               |
| Írország (IRMA)                       | 10               |
| Olaszország (Musica e dischi)         | 1                |
| Hollandia (Dutch Top 40)              | 34               |
| Hollandia (Single Top 100)            | 28               |
| Új-Zéland (Recorded Music NZ)         | 37               |
| Skócia (OCC)                          | 12               |
| Svédország (Sverigetopplistan)        | 9                |
| Svájc (Schweizer Hitparade)           | 17               |
| Egyesült Királyság (UK Singles Chart) | 7                |
| (Billboard Hot 100)                   | 2                |
| US Adult Contemporary (Billboard)     | 1                |
| Mainstream Top 40 (Billboard)         | 2                |
| Rhytmic (Billboard)                   | 14               |

| Slágerlista (1994)                     | Helyezés |
| -------------------------------------- | -------- |
| Ausztrália (ARIA)                      | 41       |
| Kanada Canada Top Singles (RPM)        | 2        |
| Kanada Canada Adult Contemporary (RPM) | 27       |
| (Eurochart Hot 100)                    | 82       |
| Hollandia(Dutch Top 40)                | 273      |
| Svédország (Sverigetopplistan)         | 66       |
| Egyesült Királyság (OCC)               | 92       |
| US Billboard Hot 100                   | 13       |
| US Adult Contemporary (Billboard)      | 11       |
| US Cash Box Top 100 Singles            | 17       |